# Wygonin
Wygonin (kaszb. Wëgònënò) – wieś w Polsce, położona w województwie pomorskim, w powiecie kościerskim, w gminie Stara Kiszewa, na północno-zachodnim krańcu jeziora Wygonin. 
| SIMC    | Nazwa  | Rodzaj |
| ------- | ------ | ------ |
| 0173203 | Nowiny | osada  |

W latach 1975–1998 wieś administracyjnie należała do województwa gdańskiego.
Okolice wsi to miejsce przenikania się trzech regionów Pomorza: Kaszub, Kociewia i Borów Tucholskich.